# Booyah
Booyah foi uma web social e empresa de entretenimento móvel, extinta em março de 2014. A equipe de desenvolvimento extraiu sua experiência da web do consumidor e do espaço de jogos sociais e estúdios de entretenimento, como Blizzard, Activision, EA e Insomniac Games. A Booyah foi financiada pela Accel Partners e Kleiner Perkins Caufield & Byers iFund.
A Booyah possuía cinco jogos, todos aplicativos, em produção: MyTown 2, a sequência de MyTown com jogabilidade semelhante, MyTown Animals, um jogo baseado em localização em que os animais vivem, No Zombies Allowed, um jogo de construção de cidade em que há ataque de zumbis que devem ser derrotados, Early Bird, e sua sequência, Early Bird and Friends. A Booyah também tinha dois outros jogos que não estavam em produção: MyTown, um jogo baseado em localização disponível no iPhone e iPod Touch com mais de 3,1 milhões de usuários, e Nightclub City, um aplicativo do Facebook com tema musical, com mais de 7,9 milhões de usuários ativos mensais. A empresa também anunciou o InCrowd, um aplicativo projetado para utilizar o Facebook Places.
Em março de 2014, Booyah fechou seu site. Todos os servidores do jogo foram desligados, como resultado, todos os jogos criados pela empresa pararam de existir e mais nenhum será lançado.